# Тахір ібн Гусейн
Тахір ібн Гусейн (* 775/776 — 822) — 1-й емір Держави Тахіридів у 821—822 роках.

## Походження
Походив з родини дехканів (землевласників). Його дідусь Разик (або Рузайк) був мавлой — колишнім рабом — Тальха ібн Абда-Аллаха, валі (намісника) Сістана. Завдяки патронату останнього Разик зумів просунутися державними щаблями й закласти основу багатства, отримавши земельні наділи в східному Хорасані. Син Разика — Мус'аб, що спочатку перебував на службі у даї Саліма ібн Абасса, згодом відзначившись під час боротьби Аббасидів проти Омеядів за владу, стає намісником міста Герат (тоді не сильно впливового) і Зіндеджана. Його син Гусейн успадкував посаду намісника Герата, збільшивши вплив своєї родини в Хорасані.

## Життєпис

### Кар'єра
Тахір був сином Гусейна ібн Мус'аба. Народився у 775 або 776 році в родинному володінні Бушенг (арабською — Пушанг), що неподалік від Герату. Після смерті батька успадкував його посаду намісника Герату. З кінця 790-х років вступив у конфлікт з Алі ібн Ісою ібн Маганом, валі Хорасану, що намагався придушити вплив впливових родин провінції. В результаті Тахіра було заарештовано. Лише після призначення 808 року нового валі — Хартаманиібн Аяна отримав свободу. Того ж року відзначився під час придушення повстання Рафі ібн аль-Лайта, намісника Самарканду, але втратив одне око, внаслідок чого отримав прізвисько «Аль-Аавар» (Одноокий).
У 809 році після смерті халіфа Гаруна ар-Рашида, Тахір опинився серед наближених його сина аль-Мамуна, що став валі Хорасану та Мавераннахра, здобувши значний авторитет. 810 року підтримав наміри аль-Мамуна боротися за владу зі своїм братом — халіфом аль-Аміном. У 811 році очолив Тахір ібн Гусейн 5-тисячне військо проти давнього ворога Алі ібн Іси, військовика халіфа. У вирішальній битві при Реї, що 3 липня того ж року, Тахір завдав поразки 40-тисячному війську ворога. Завдяки цьому північна Персія опинилася під владою аль-Мамуна.
Того ж року Тахір рушив до аджемського Іраку, де у битві при Гамадані завдав поразки 20-тисячному війську халіфа на чолі з Абд ар-Рахманом ібн Джабалем. Навесні 812 року було захоплено Хузістан, південну Месопотамію з Басрою, але боротьба проти аль-Аміна до його прибічників на чолі з аль-Фадлом тривала до вересня 813 року, коли нарешті було захоплено Багдад. За наказом Тахіра аль-Аміна було страчено, а новим халіфом оголошено аль-Мамуна. Останній призначив Тахіра ібн Гусейна валі аль-Джазіри (північно-західна Месопотамія), Сирії та Магрибу.
Протягом 814—817 року фактично Месопотамією, оскільки аль-Мамун перебував у Мерві. Без усіляко успіху боровся проти арабських племен в Сирії, що виступали проти ногво халіфа. Тахір ібн Гусейн перебував у місті Ракка, де створив власне військо та накопичив чималі статки.
У 817 році не запобіг заколоту знаті, яка оголосила халіфом Ібрагіма ібн аль-Махді. Втім у 818 році переміг аль-Фадла, колишнього візира аль-Аміна. У 819 році з'єднався з аль-Мамуном, спільно з яким захопив Багдад. Тоді ж призначено сагібом аль-шурта (на кшталт міністра внутрішніх справ і поліції столиці), валі Багдаду, головним мірабом (начальником іригаційної системи арабського Іраку).

### Емір Хорасану
У 821 році Тахіра ібн Гусейн був призначений намісником Хорасана і Мавераннахра. Його син Абдалла став валі Багдаду. Доволі швидко він встановив владу також над Сістаном, Керманом, північною Персією з містом Рей. Своєю резиденцією Тахір незабаром обрав Нішапур, з чим було пов'язано швидке зростання цього міста. Втім його намагання придушити рух хариджитів та боротьба з Алідами в табаристані не мали значного успіху.
822 року віддав наказ не згадувати імені халіфа в п'ятничній хутбі, що означало проголошення незалежності. Став карбувати власну монету. 822 року Тахір раптово помер. Як вважають, він був отруєний шпигунами халіфа аль-Мамуна. Але його владу перейняв син Талха ібн Тахір.